# Människoutställning

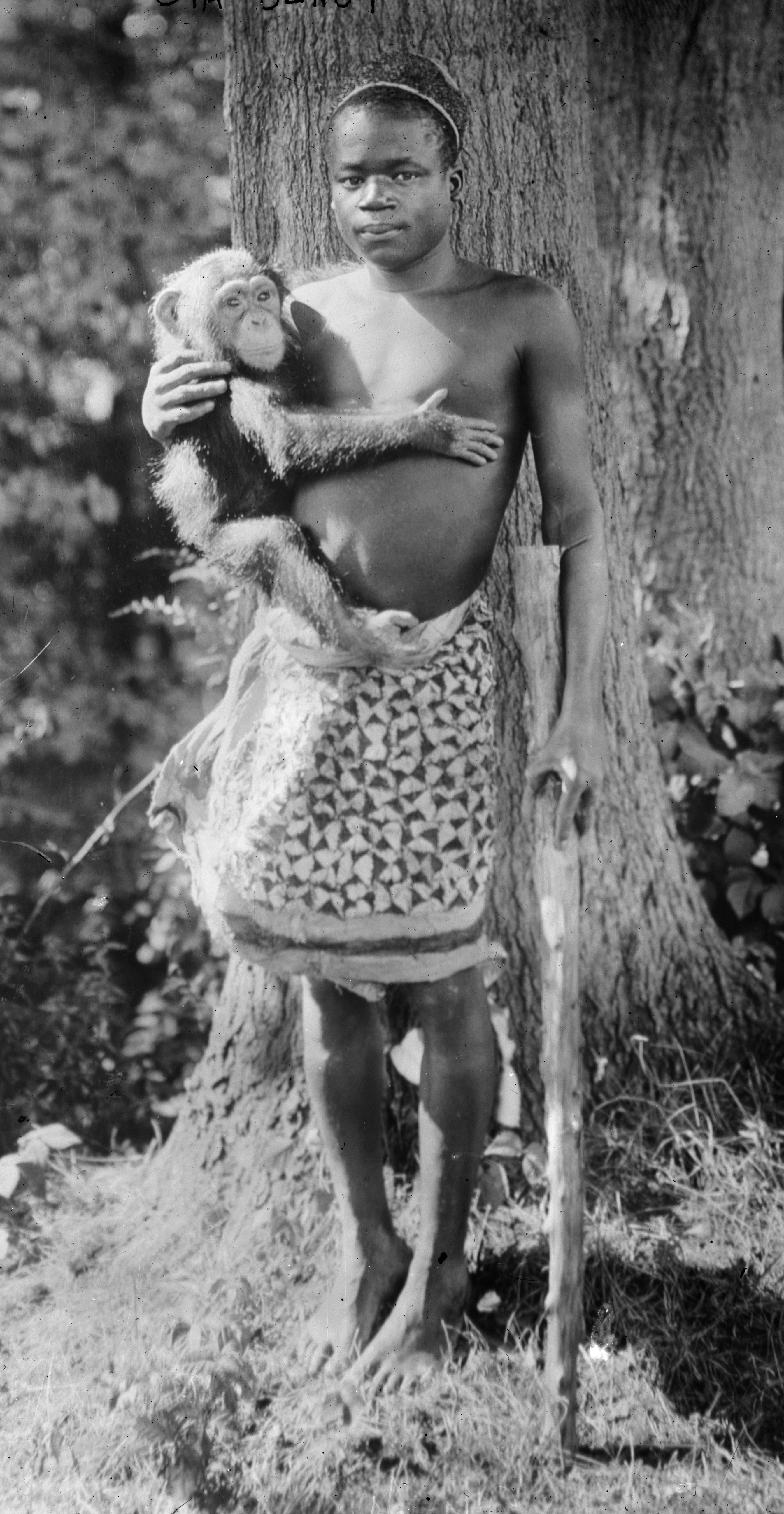
Ota Benga på en människoutställning i USA, troligen Bronx Zoo.

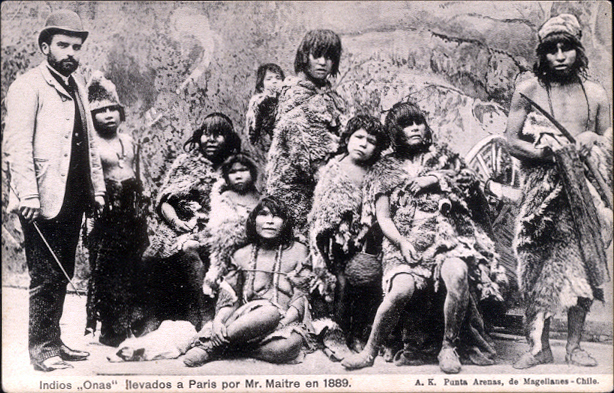
Människor från ursprungsbefolkningen i Tierra del Fuego (argentinska Patagonien) fördes till Paris av Maître 1889.

Människoutställning eller human zoo (ty: Völkerschau) är en speciell typ av, ofta tillfälliga eller kringresande, utställningar som var populära under kolonialtiden från ca 1870 och fram till ca 1940. Bara i Tyskland genomfördes under den perioden visningar av mer än 300 olika grupper, i allmänhet från fjärran folk i koloniserade länder, som för en västerländsk betalande publik framstod som exotiska. Även europeiska minoritetsgrupper, som samer, kunde på samma sätt visas upp på utställningar i europeiska storstäder. Oavsett var de utställda personerna kom ifrån presenterades de på sätt som idag uppfattas som nedvärderande och rasistiska, och utställningarna mötte kritik även i sin egen tid.
Det som skilde dessa människoutställningar från andra var i första hand att de visade levande människor, och att dessa uppvisade människor inte gjorde några särskilda konster utan presenterades som levande ett autentiskt vardagsliv "precis som hemma i byn". En typisk människoutställning var också rätt omfattande, med kanske femtio eller flera aktörer i alla åldrar. Det var viktigt för arrangörerna att visa vad som uppfattades som en fullödig bild av kulturen, och blev det bröllop, begravningar eller nya bebisar var det bara bra eftersom det drog mer publik. Avgränsningen mot mer cirkusartade uppträdanden är dock oklar, och ibland kombinerades utbudet så att de utställda människorna vid vissa tider t ex sjöng och dansade eller visade andra färdigheter på scen. Eftersom det publiken betalade för var äkta primitivitet kan arrangörerna ibland ha strävat efter att förstärka eller förfalska aktörernas etnicitet eller föregivet vilda sinnelag. Fram till slutet på 1800-talet förekom i Sverige mindre, turnerande uppvisningar av en eller ett par personer som kunde presenteras med - mer eller mindre autentisk - exotisk eller fantasieggande bakgrund. Men med tiden blev showerna mer omfattande.
Bakom de större utställningarna fanns ofta internationellt verksamma arrangörer, som ibland även drev annan nöjesverksamhet, som cirkus eller freak shows. En central roll på området spelades av tysken Carl Hagenbeck som hade både djurpark i Hamburg och en så småningom jättestor turnerande cirkus under eget namn. Carl Hagenbeck var pionjär på människoutställningar då han 1874 visade en grupp samer i Hamburg, Berlin och Leipzig. Det blev en succé och han gick genast vidare med att turnera "nubier" i Europa 1876, och sedan en grönländsk inuit-familj. 1883 och 1884 kunde han visa kalmucker och singhaleser och längre fram också somalier, etiopier och beduiner. Fransmannen Geoffroy de Saint-Hilaire drev liknande verksamhet i Bois de Bolougne i Paris. Arrangörerna hade kontakt med värvare i ursprungsländerna, ordnade resor, sökte tillstånd, skötte annonsering och tog hand om intäkterna.
För att stärka upp det bildande intrycket (och nå en bredare, mer borgerlig och köpstark publik) sökte man ofta kontakt med vetenskapliga experter som kunde bidra till att ge verksamheten en mer seriös framtoning. Sådana beskyddare kunde vara professorer som skrev äkthetsintyg, höll föredrag eller publicerade artiklar i anslutning till visningarna. De kunde också delta vid invigningar för att ge visningarna legitimitet som ett slags populärvetenskap. I Sverige var Gerhard Lindblom, professor i allmän och jämförande etnografi, en av de akademiker som såg den här typen av utställning som ett bra sätt att sprida kännedom om t ex afrikanskt liv. Om ”vi icke kunna komma till Afrika, får Afrika komma till oss" sade han vid invigningen av den så kallade Kolonialutställningen i Stockholm 1931.

## Exempel från Sverige
- White Fox från Nebraska turnerade med Red Fox och White Eagle i Sverige 1874.
- Senegal-karavanen/Negerkaravanen visades på Tivoli i Stockholm 1899.[4]

- Hirsi Ige besökte Sverige 1929 tillsammans med en större grupp från dåvarande Brittiska Somaliland (Somalia) som var på nordisk turne med Cirkus Hagenbeck. Han hade lärt känna den svenske etnografen Gerhard Lindblom redan i London 1895, och var nu angelägen om att återknyta kontakten. Ige och hans grupp besökte därför Naturhistoriska riksmuseets etnografiska utställning på Wallingatan för att överlämna några gåvor från sitt hemland. Museet fick en sköld, en dolk, en korgflaska och en matta (se bild) som fortfarande finns kvar i samlingarna på Statens museer för världskultur.[5]Gerhard Lindblom med Hirsi Ige m fl i Stockholm 1929. Föremålen som visas fram skänktes till Naturhistoriska riksmuseets etnografiska avdelning.Hirsi Ige tillsammans med Carl-Heinrich Hagenbeck, i Hamburg på 1920-talet.

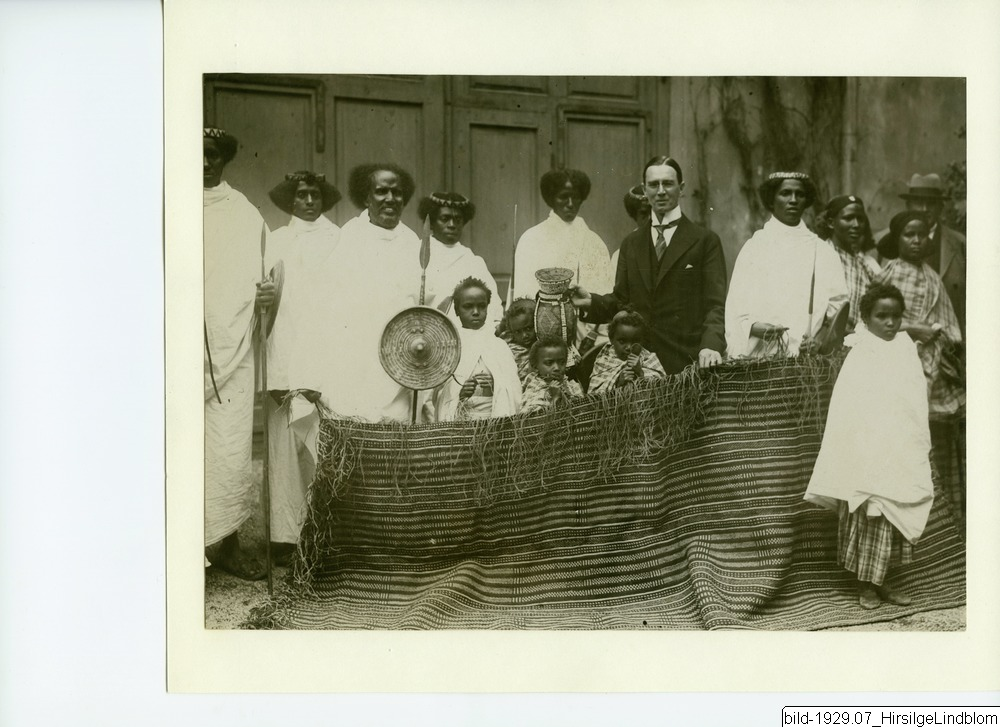
Gerhard Lindblom med Hirsi Ige m fl i Stockholm 1929. Föremålen som visas fram skänktes till Naturhistoriska riksmuseets etnografiska avdelning.

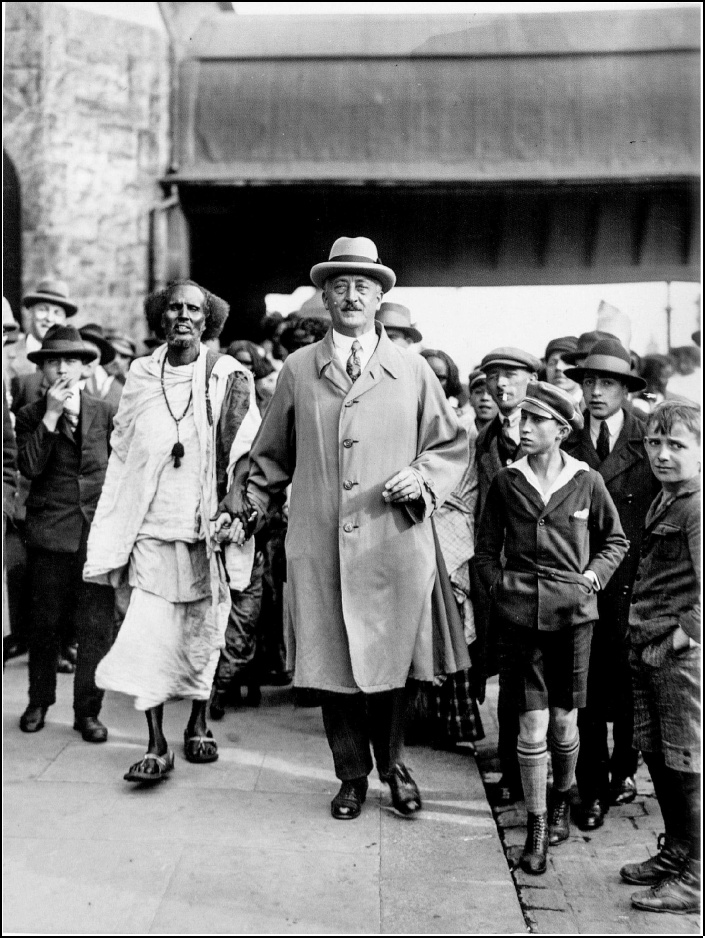
Hirsi Ige tillsammans med Carl-Heinrich Hagenbeck, i Hamburg på 1920-talet.

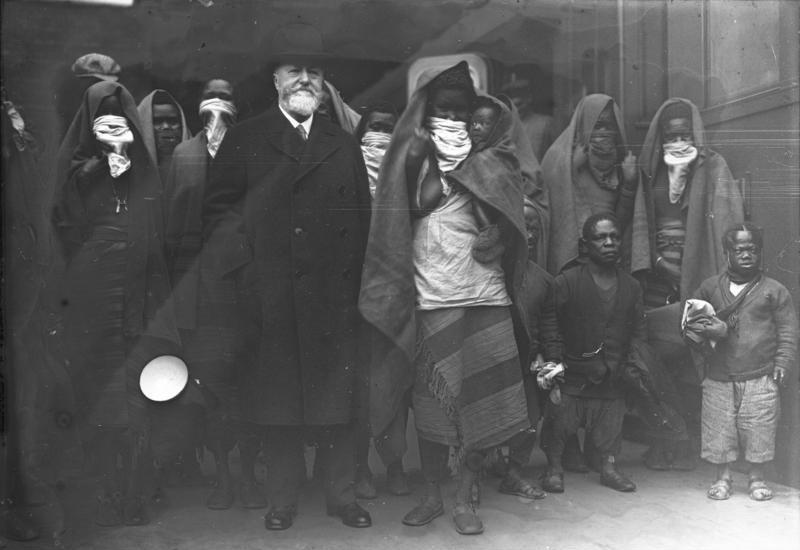
Sara-Kaba-gruppen tas emot av professor Heck, direktör för Berlin Zoo, i april 1931.

- Kolonialutställningen/Senegalutställningen visades på Djurgården i Stockholm 1931.
- Den kongolesiska byn Sara-Kaba visas under sommaren 1932 på Dansut, bakom Liljevalchs konsthall på Djurgården i Stockholm.[6] Gruppen bestod av både män, kvinnor och barn och de bodde på en pråm intill utställningsområdet. Kongoleserna kom, via Berlin, från trakten kring fort Archambault och Kyambé (i nuvarande södra Tchad)[7] och de presenterades som representanter för en ålderdomlig, ren och primitiv kultur som levt oupptäckt av västerlänningar så sent som 1910.[8] Impressario för gruppen var Friedrich Wilhelm Siebold som under några år turnerat de så kallade "läppnegrerna" i Tyskland. Kongo-utställningen gavs som tiden bjöd också en populärvetenskaplig inramning, med ackompanjerande broschyr om stammen ("Sara-Kaba, negresserna med tallriksläppar. Deras liv och leverne i Afrika"), författad av en doktor Paul Germann, föreståndare för Afrika-avdelningen på Leipziger Völkermuseum.[8]

## Exempel från övriga Norden
Kongolandsbyen var ett inslag i den stora Jubileumsutställningen i Frognerparken i Oslo (då Kristiania) som lockade hela 1,5 miljoner besökare under sommaren 1914. Den visade ett åttiotal människor från vad som idag är Senegal och bakom evenemanget stod den ungersk-brittiske nöjeskungen Benno Singer. Aktörerna skulle bo och leva som vanligt, klädda i traditionella kläder och smycken, i en inhägnad med tjugo enkla vasshyddor. De hade med sig autentiska redskap och husgeråd, vapen och kultföremål för att kunna visa "livet i Afrika" på ett så genuint sätt som möjligt. Enligt informationsmaterial från utställningen skapade de «et billede av sport, lek, adspredelser, danse og haandverk i deres hjemland, i den grad troværdig gjengit, at de besøkende for en tid maa føle sig hensat i det mørkste land i Afrika». Hundra år efter Jubileumsutställningen byggde konstnärerna Mohamed Ali Fadlabi och Lars Cuzner, i projektet European Attraction Limited, upp en kopia av Kongolandsbyen på Frogner, och skapade därmed mycket debatt i både norsk och internationell media.

## Bildgalleri

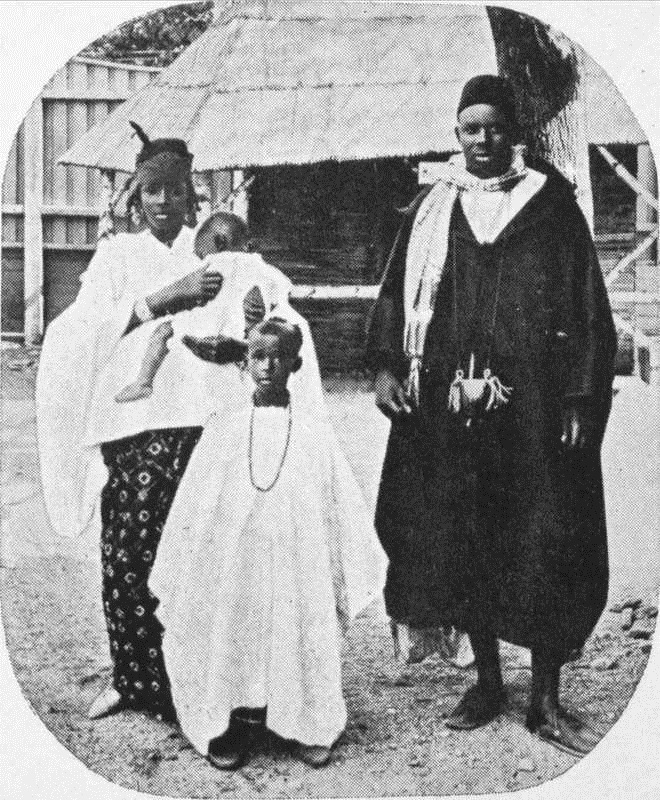
Familj i Kongolandsbyen på Frogner i Oslo 1914.
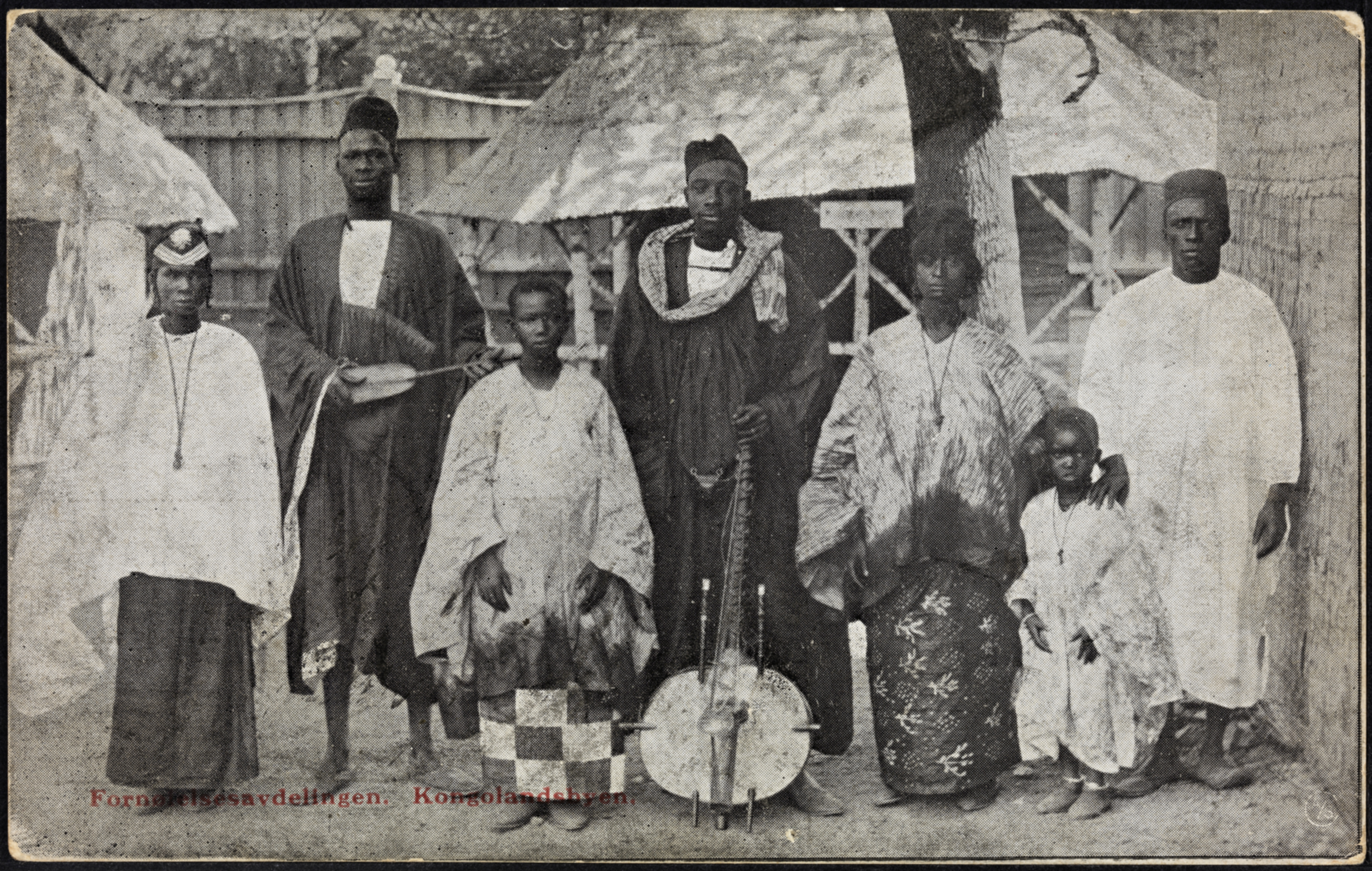
Grupp med kora, Kongolandsbyen på Frogner i Oslo 1914.
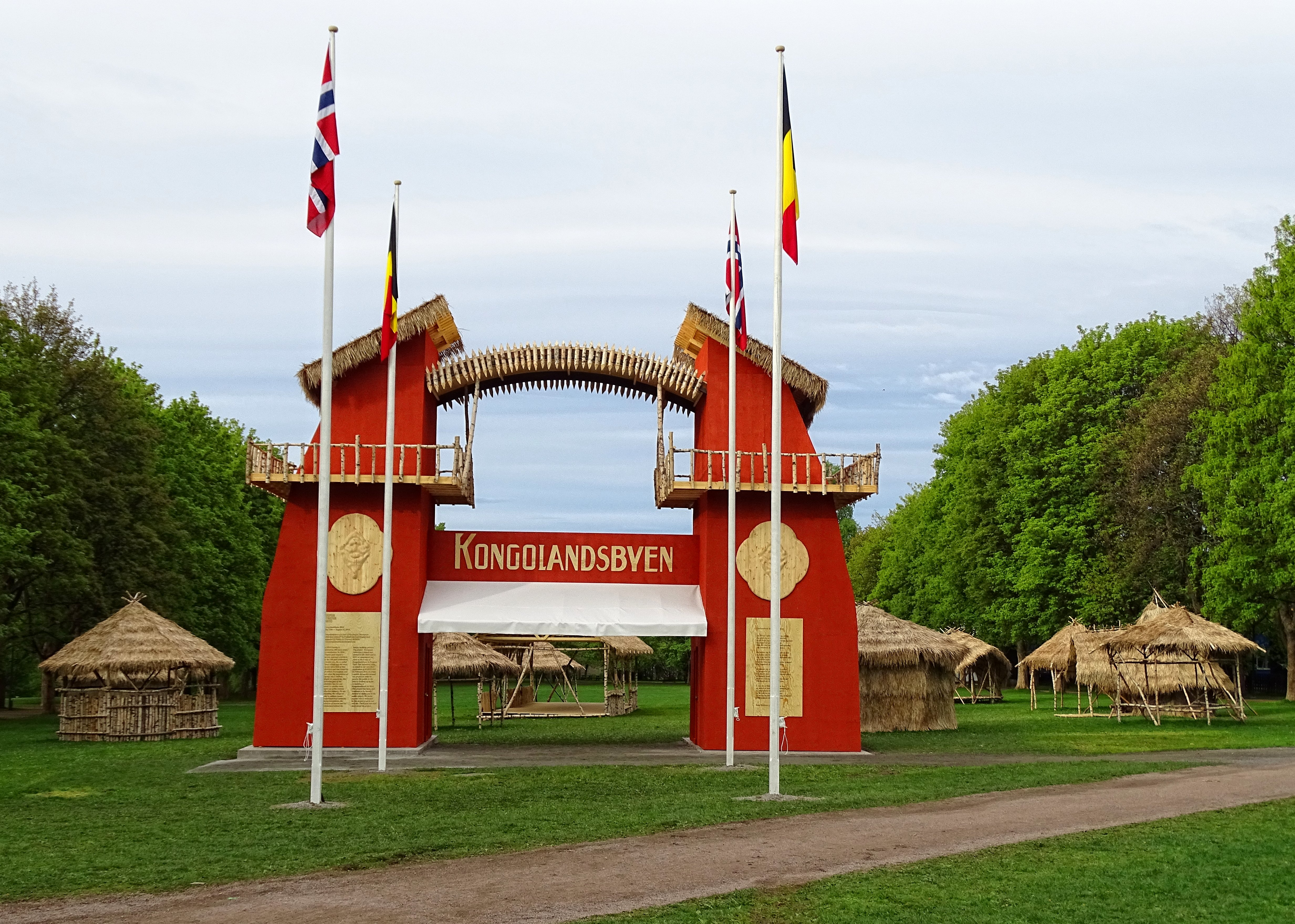
2014 års replika av Kongolandsbyen på Frogner i Oslo.